# PNY Technologies
La PNY Technologies, Inc. è una società statunitense produttrice di schede di memoria, chiavette USB, unità a stato solido e di schede grafiche per PC. La sede si trova a Parsippany nello stato del New Jersey ed ha filiali sparse nel resto del Nord America, Asia ed Europa.

## Storia
Nacque nel 1985 con il nome di "PNY Electronics Inc." nel quartiere di Brooklyn a New York come azienda produttrice di chip di memoria. Nel 1997 cambiò nome in quello attuale.